# Иоанн XIV Калека
Иоанн XIV Калека (греч. Ιωάννης ΙΔ΄ Καλέκας) — Константинопольский Патриарх с 1333 по 1347.
Родом из Фракии, незнатного происхождения, быстро возвысился благодаря покровительству Иоанна Кантакузена, заставившего епископов избрать его в патриархи.
В это время разгорелся спор между святителем Григорием Паламой, архиепископом Солунским, и Варлаамом, в который была вовлечена вся церковь (см. Исихазм). Патриарх Калека не был прямым сторонником Паламы, тем не менее, на соборе 1341 года паламиты при поддержке Кантакузена одержали верх, и Варлаам был осуждён. Когда Кантакузен стал регентом, Калека стал интриговать против него, стараясь лишить его доверия императрицы Анны. На новом соборе Калека настоял на осуждении сторонников Паламы, но они добились низложения и ссылки патриарха, вскоре умершего.